# 遙遠〜Sailing For My Dream〜
《遙遠〜SAILING FOR MY DREAM〜》是日本乐团FENCE OF DEFENSE的第17张单曲。

## 内容
TBS系《鋼鐵神兵》片头曲。

## 收錄曲
1. 作詞：室井美樹　作曲：西村麻聪　編曲：FENCE OF DEFENSE
2. RIGHT NOW
作詞：室井美樹　作曲：西村麻聪　編曲：FENCE OF DEFENSE
3. （伴奏）